# ویلیام پونسونبی
ویلیام پونسونبی (انگلیسی: William Ponsonby; ۱۳ اکتبر ۱۷۷۲ – ۱۸ ژوئن ۱۸۱۵) سیاست‌مدار اهل پادشاهی متحد بریتانیای کبیر و ایرلند بود. وی همچنین برندهٔ جوایزی همچون نشان حمام شده‌است.